# Scatopsciara ventosa
Scatopsciara ventosa är en tvåvingeart som beskrevs av Mohrig, Roeschmann och Björn Rulik 2004. Scatopsciara ventosa ingår i släktet Scatopsciara och familjen sorgmyggor.
Artens utbredningsområde är Dominikanska republiken. Inga underarter finns listade i Catalogue of Life.